# Jusuke Hagihara
Jusuke Hagihara, japonski astronom, * 28. marec 1897, Osaka, Japonska, † 29. januar 1979, Tokio, Japonska.
Hagihara je bil podpredsednik Mednarodne astronomske zveze.